# RDS-1

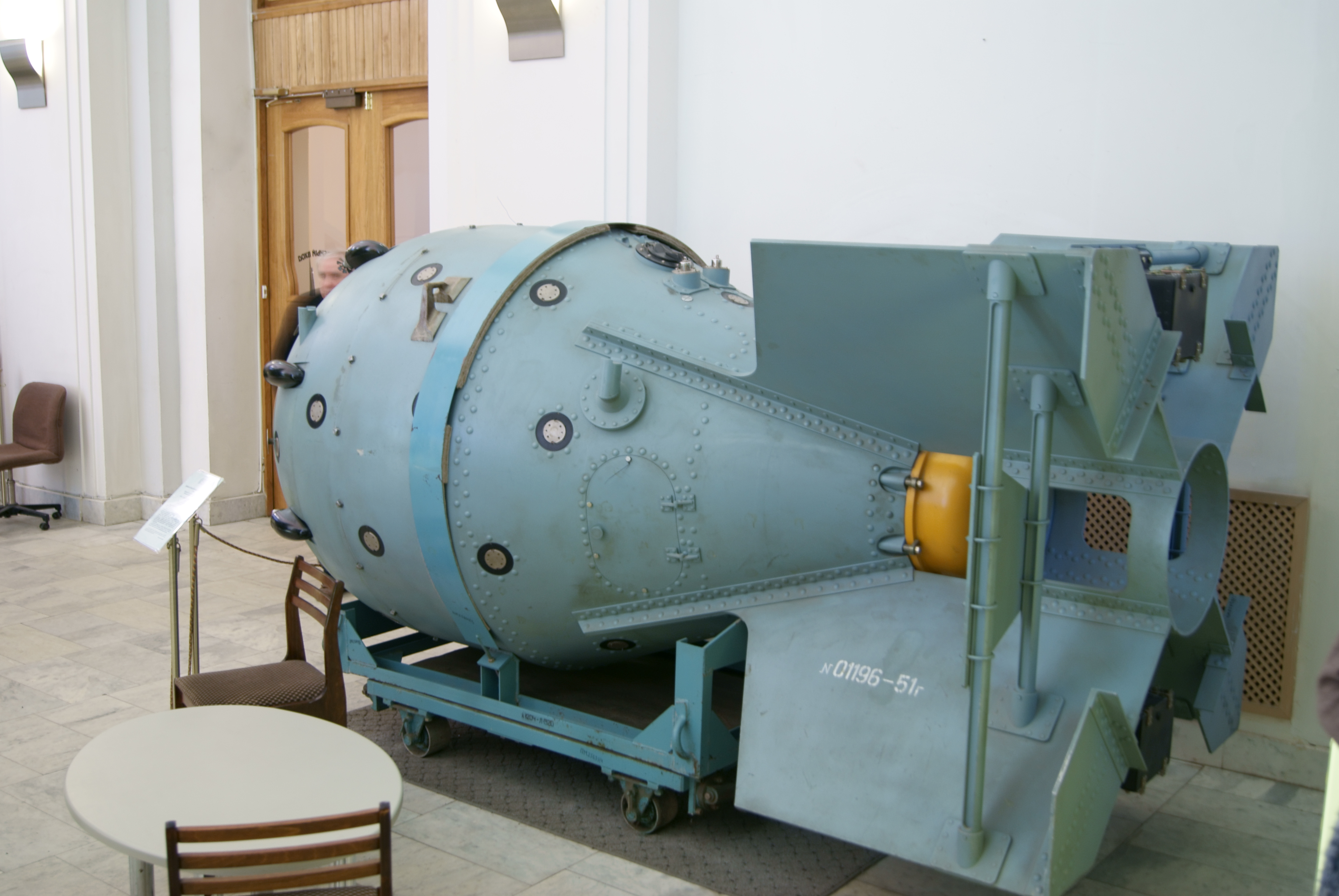
RDS-1

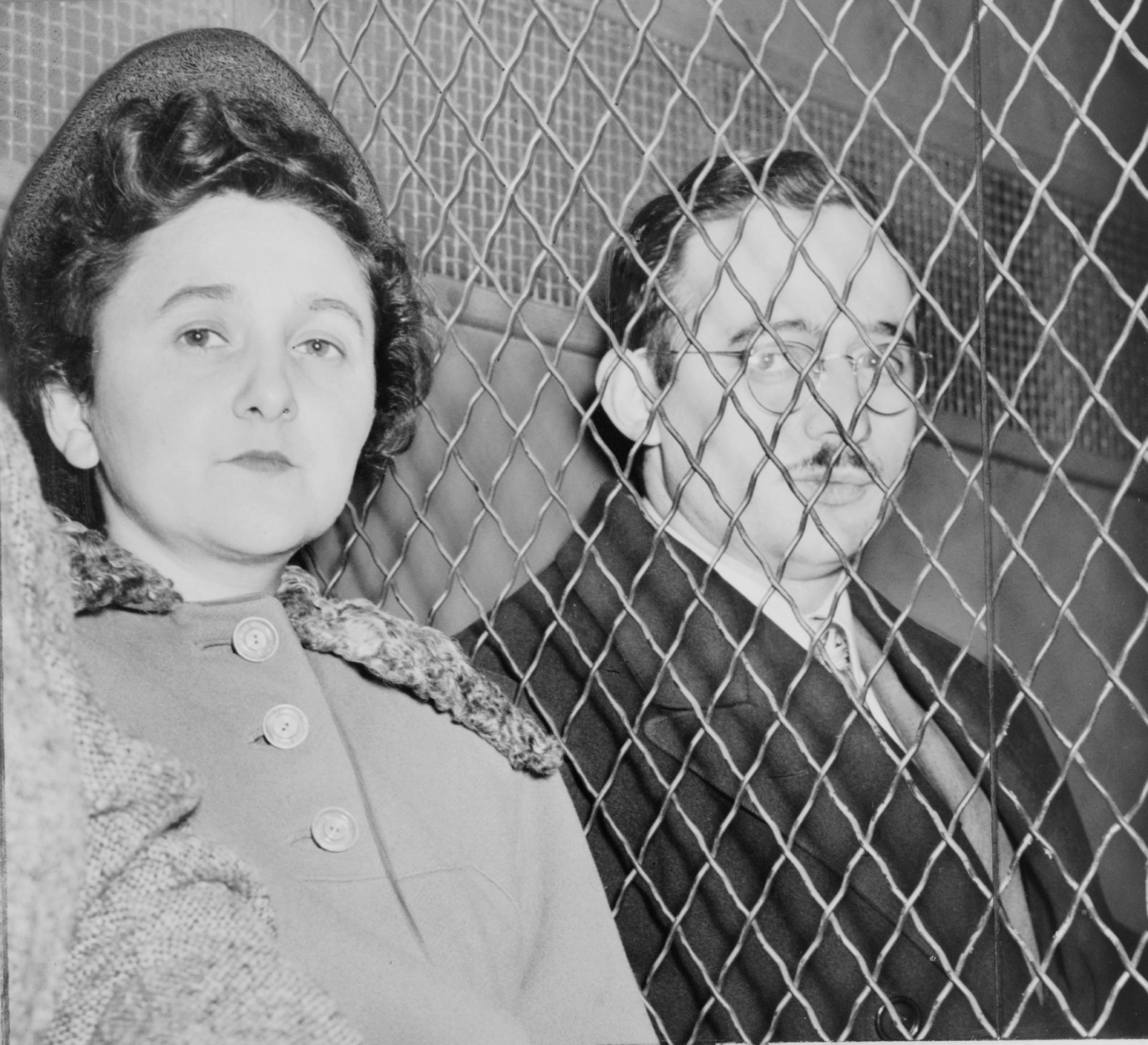
로젠버그 부부

RDS-1은 소련 최초의 핵실험이다.

## 역사
1949년 8월 29일 소련 카자흐 소비에트 사회주의 공화국의 세미팔라틴스크 핵 실험장에서 실시되었다. 미국은 Joe-1 이라고 부른다. 이후에 소련이 행한 715회의 핵실험 중 절반 이상인 456회의 핵실험이 세미팔라틴스크에서 행해졌다. 핵출력은 22 kt 이었다. 나가사키 핵폭탄인 팻 맨과 위력이 비슷하다.
1946년 4월부터 "2호 실험실"이라고 불린 en:Kurchatov Institute에서 설계되었다. 팻 맨과 같이 플루토늄 내폭형 핵폭탄이다. 플루토늄은 첼리아빈스크-40에서 생산되었다.

## 한국전쟁
1951년 3월 6일, 미국 형사재판에서 판사 어빙 카우프만은 로젠버그 부부에게 "부부가 소련에 원자폭탄 기밀을 넘김으로 인해 한국 전쟁이 발발했고, 이에 따라 막대한 사상자가 발생했으므로 이들은 살인보다 더한 범죄를 저지른 것이다"고 부부를 맹비난했다. 1951년 4월 5일 사형을 선고받았다. 로젠버그 부부는 1953년 6월 19일 뉴욕주 싱싱 교도소 전기의자에서 처형되었다. 로젠버그 부부는 나가사키 핵폭탄 팻 맨의 설계도를 훔쳐 소련에 넘겨주었고, 소련은 곧바로 RDS-1 핵실험에 성공하게 된다.
소련의 핵개발과 함께 중국의 공산주의 혁명으로 한껏 고무된 북한은 스탈린의 승인 하에 남침을 감행했다. 1949년 봄 김일성의 전쟁 계획에 반대했던 스탈린은 1950년 침략하기로 생각을 바꾸었다. 소련의 원자탄 보유는 한국전쟁 시기 미국이 원자탄 사용을 보류하는 데 중요한 원인이 되기도 했다. 일본이나 서유럽에 대한 소련의 보복이 가능했기 때문이었다.

## 같이 보기
- 차르 봄바
- 로젠버그 부부